# 7 (numero)

L'evoluzione del numero sette dagli Indiani agli Europei

7 (sette, indoeuropeo *septṃ; cf. latino septem, greco ἑπτά, sanscrito saptà, gotico sibun, armeno ewt'n) è il numero naturale dopo il 6 e prima dell'8.

## Proprietà matematiche
- È un numero dispari.
- È un numero difettivo.
- È il quarto numero primo, dopo il 5 e prima dell'11.
- È un numero primo di Mersenne, 7 = 23 − 1.
- È un numero primo sicuro, ovvero (7−1)/2 è ancora un numero primo.
- È un numero primo di Woodall.
- È un numero idoneo.
- È un numero primo cubano della forma {\displaystyle \,(x^{3}-y^{3})/(x-y),x=y+1}.
- È un numero primo euclideo 7 = (2 × 3) + 1.
- È un numero felice.
- È un numero fortunato.
- È il più piccolo numero naturale il cui cubo (343) è palindromo.
- È il secondo numero di Carol[1].
- Un poligono avente sette lati si chiama ettagono.
- È parte della terna pitagorica (7, 24, 25).
- È il quinto numero della successione di Lucas, dopo il 4 e prima dell'11.
- È un numero palindromo nel sistema numerico binario.
- È un numero a cifra ripetuta nel sistema di numerazione posizionale a base 6 (11).
- È un numero di Perrin.
- È un numero colombiano nel sistema numerico decimale.
- È un numero intero privo di quadrati.
- È un numero congruente.
- È un numero odioso.
- È un numero poligonale centrale.
- È un termine della successione di Padovan.

## Chimica
- È il numero atomico dell'azoto (N).
- Sette sono i termini della scala di fusibilità dei minerali di Kobell: stibnite, natrolite, almandino, actinoto, adularia, bronzite, quarzo.
- Sette sono gli elementi del 1º Gruppo del Sistema Periodico: idrogeno, litio, sodio, potassio, rubidio, cesio, francio.
- Sette sono le classi di simmetria dei sistemi cristallini: cubico, esagonale, tetragonale, trigonale, rombico, monoclino e triclino.

## Fisica
- Sette sono i colori dell'arcobaleno, ovvero il numero di bande di frequenza in cui viene convenzionalmente suddiviso lo spettro visibile: giallo, arancione, rosso, verde, blu, indaco e violetto.
- Sette sono le unità fondamentali del S.I. (sistema internazionale di unità di misura):
  - lunghezza (metro),
  - massa (chilogrammo),
  - tempo (secondo),
  - corrente elettrica (Ampere),
  - temperatura termodinamica (Kelvin),
  - quantità di sostanza (mole),
  - intensità luminosa (Candela).

## Astronomia
- Sette sono i pianeti dell'astronomia antica, cioè le luci del cielo che non seguono semplicemente la rotazione uniforme della volta celeste. In ordine di periodo di rivoluzione crescente essi erano: Luna, Mercurio, Venere, Sole, Marte, Giove e Saturno (Evidentemente il Sole e la Luna non sono pianeti secondo l'astronomia moderna).
- Sette sono i cieli dell'antichità, ciascuno corrispondente ad un "pianeta".
- Sette giorni è la durata approssimativa di ogni fase lunare.
- L'ammasso aperto delle Pleiadi conta tradizionalmente sette stelle; con una vista perfetta e un cielo buio se ne percepisce qualcuna in più.
- Sette sono le stelle più luminose delle costellazioni dell'Orsa Maggiore e dell'Orsa Minore.
Da septem triones, che in latino significa "i sette tori da traino", nome con cui i Romani chiamavano le stelle del Grande Carro, deriva il termine settentrione.
- "7 Iris" è un asteroide battezzato così in onore della dea Iris, personificazione dell'arcobaleno.
- L'oggetto numero 7 del Catalogo di Messier (M7) è l'Ammasso di Tolomeo.
- NGC 7 è una galassia a spirale della costellazione dello Scultore.
- 7P/Pons-Winnecke è una cometa periodica del sistema solare

## Astronautica
- Cosmos 7 è un satellite artificiale russo.

## Geografia
- Sette sono i colli di Roma e di Lisbona, rispettivamente: Aventino, Campidoglio, Viminale, Palatino, Quirinale, Celio ed Esquilino; São Jorge, São Vicente, Sant'Ana, Santo André, Chagas, Santa Catarina, São Roque.
- Sette sono i mari secondo l'antica suddivisione dei Greci: Mar Egeo, Mar Nero, Mar di Marmara, Mar Ionio, Mar Rosso, Mar Tirreno, Mar Mediterraneo orientale.
- Sette sono i comuni dell'altopiano di Asiago: Asiago, Rotzo, Roana, Gallio, Foza, Enego e Lusiana.
- Sette sono gli Emirati Arabi: Abu Dhabi, Ajman, Dubai, Fujayrah, Ras al Khaimah, Sharjah e Umm al Qaiwain.
- Sette sono le isole Eolie maggiori: Lipari, Salina, Vulcano, Stromboli, Panarea, Alicudi e Filicudi.
- Sette sono le isole maggiori dell’arcipelago Toscano: Isola d’Elba, Isola del Giglio, Isola di Capraia, Isola di Montecristo, Isola di Pianosa, Isola di Giannutri, Isola di Gorgona.
- Sette sono le isole Canarie maggiori: Tenerife, Fuerteventura, Gran Canaria, Lanzarote, La Palma, La Gomera ed El Hierro.
- Sette sono le isole dell'arcipelago di La Maddalena: La Maddalena, Caprera, Spargi, Santo Stefano, Santa Maria, Budelli, Razzoli.
- Sette sono i capoluoghi di regione italiani formati da sette lettere (esclusa L'Aquila): Bologna, Firenze, Palermo, Perugia, Potenza, Trieste, Venezia.
- Sette sono i rami del Lago Nahuel Huapi in Argentina.

## Biologia
- Sette sono i muridi (sottofamiglia della famiglia dei topi):
  - i murini, comprende topi e ratti;
  - dendromurini, o topi degli alberi;
  - otomini, dell'Africa meridionale;
  - fleomiini, topi delle cortecce;
  - rincomiini, o topi dal becco delle Filippine;
  - idromiini, dalla vita acquatica;
  - cricetomiini, detti ratti giganti.
- Sette sono le ossa del tarso nel piede umano: calcagno, astragalo, scafoide, cuboide, tre cuneiformi.
- Sette sono le vertebre cervicali.
- Sette sono le famiglie di Sciuromorfi, un sottordine dei roditori: Castoridi, Eteromidi, Geomidi, Sciuridi, Aplodontidi, Pedetidi e Anomaluridi.

## Calcolo delle probabilità
- 7 è il valore atteso (indice di posizione, media o speranza matematica) della distribuzione della variabile casuale X = "somma dei due punteggi nel lancio di due dadi".

## Simbologia

### Numerologia
In molte culture antiche il numero 7 indicava completezza.
Nei primi sistemi di numerazione, fondati sul calcolo in base 60, il numero sette è il primo numero che non è un divisore della base del sistema di numerazione.
In geometria 7 rappresenta l'eptagono, nonché può essere rappresentato tramite sette punti sul perimetro di un cerchio collegati fra loro in senso alternato da una linea continua.
Rappresenta i poteri attivi (attrazione, formazione, repulsione, sussistenza, nutrizione, digestione, crescita).
Matematicamente è la somma di 3+4 o 2+5 o 1+6 e da ciò scaturiscono ulteriori significati simbolici.

### Religione
- Sette sono le virtù: 3 teologali (fede, speranza, carità) e 4 cardinali (giustizia, temperanza, prudenza, fortezza).
- Sette sono i vizi capitali: gola, accidia, superbia, avarizia, invidia, ira e lussuria.
- Sette sono i bracci del candelabro ebraico Menorah.
- Sette sono gli attributi fondamentali di Allah: vita, conoscenza, potenza, volontà, udito, vista e parola.
- Secondo il Corano sette sono i cieli creati da Dio, sette le terre, sette i mari, sette gli abissi dell'inferno, e sette le sue porte. Sette sono i versetti della prima Sūra del Corano, la Fâtiha, la più recitata dai fedeli. Sette i gradi di interpretazione dei significati allegorici del Corano (come disse il Profeta). Sette sono le parole arabe della dichiarazione di fede, pronunciando la quale si diventa musulmani, perno di tutto l'Îslâm: Lâ îlâha îlla Âllâh, Muhammad rasûl Âllâh (Non c'è altra divinità che Dio, Maometto è Profeta di Dio).
- Sette sono le pratiche obbligatorie durante il Pellegrinaggio alla Mecca, sette i giri che si compiono attorno alla Kaaba, sette le corse tra le collinette di Safâ e Marwâ.
- Sette sono gli Dei della felicità del buddhismo e dello shintoismo:
  - Ebisu, dio della pesca;
  - Daikoku, dio della fortuna;
  - Benzaiten, dea delle arti;
  - Fukurokuju, dio della popolarità;
  - Bishamon, dio della guerra;
  - Jurojin, dio della longevità;
  - Hotei, dio della giovialità.
- "Sette" è il numero buddhista della completezza.
- Sette sono i doni dello Spirito Santo nel Cristianesimo: sapienza, intelletto, consiglio, fortezza, scienza, pietà e timor di Dio.
- Sette sono i principali Arcangeli del Cristianesimo (nel Cattolicesimo 4, tra cui Uriel che non è mai menzionato): Michele, Raffaele, Gabriele, Uriele, Jofiele, Raguel, Zadkiel.
- Sette sono i libri dell'Eptateuco nella Bibbia: Genesi, Esodo, Levitico, Numeri, Deuteronomio, Giosuè, Giudici.
- Sette sono le divinità mitologiche identificate dalla Cabala ebraica.
- Sette sono state le Piaghe d'Egitto secondo una nuova interpretazione traducendo "piaga" in "colpi" dall'ebraico, alcuni versetti riportano solo sette "colpi" magari ricordando quelle più significative, ma comunque sono dieci "piaghe" (colpi, punizioni) nella Bibbia.
- Sette sono i Sacramenti del cristianesimo cattolico romano: Battesimo, Cresima (o Confermazione), Eucaristia, Penitenza, Unzione degli infermi, Ordine sacro, Matrimonio.
- Sette sono le sfere celesti nel sistema gnostico che fomano l'ebdomade, il regno astrale governato dai demoni.[2]
- Sette sono le chiese dell'Asia dedicatarie dell'Apocalisse di Giovanni (Ap1:4). Queste Chiese sono le destinatarie di 7 lettere (contenute nei cap. 2 e 3), e sono: Efeso, Smirne, Pergamo, Tiatira, Sardi, Filadelfia, Laodicea.
- Sette sono i Sigilli la cui rottura annuncerà la fine del mondo, seguita dal suono di 7 trombe suonate da 7 Angeli, quindi dai 7 Portenti e infine dal versamento delle 7 Coppe dell'ira di Dio (Giovanni, Apocalisse).
- Sette sono le opere di misericordia corporale e altrettante sono le opere di misericordia spirituale.
- Sette sono i dolori di Maria[3].
- Sette sono i Rishi (saggi o profeti nella tradizione indiana) dell'Induismo.
- Sette sono i chakra (punti energetici caratteristici del corpo umano):
  - Muladhara (tra osso sacro e coccige, verso dietro);
  - Svadisthana (tra II vertebra lombare e osso sacro, verso avanti);
  - Manipura (plesso solare);
  - Anatha (cuore);
  - Vishudda (gola);
  - Anja (terzo occhio, fronte);
  - Sahasrara (fontanella).

### Storia
- Sette sono gli Apkallu (saggi di ascendenza divina nella tradizione mesopotamica)
- Sette sono i saggi filosofi greci.
- Sette sono le meraviglie del mondo antico e moderno.
- Sette sono gli anni di differenza tra Arcadio e Onorio, figli di Teodosio I e primi reggenti dell'Impero romano d'oriente e d'occidente.
- Sette sono gli storici Re di Roma: Romolo, Numa Pompilio, Tullo Ostilio, Anco Marzio, Tarquinio Prisco, Servio Tullio, Tarquinio il Superbo.
- Sette sono i cosiddetti Papi Avignonesi: papa Clemente V, papa Clemente VI, papa Giovanni XXII, papa Gregorio XI, papa Urbano VI, papa Benedetto XIII, papa Clemente VII.
- Le battaglie dei Sette Giorni si svolsero dal 25 giugno al 1º luglio 1862 in Virginia, durante la Guerra di secessione americana.
- La Guerra dei sette anni si svolse tra il 1756 e il 1763.
- Le sette mucche grasse e sette mucche magre nell'Antico Egitto (ossia 7 anni di prosperità e 7 di restrizione).

### Mitologia
- Sette erano le fanciulle e i fanciulli che venivano offerti dalla città di Atene a Minosse.
- Sette erano i palmi della distanza tra sole e terra nella cultura Cherokee.
- Sette sono le Pleiadi, mitologiche figlie di Atlante e Pleione, figlia di Oceano: Elettra, Maia, Taigeta, Alcione, Celeno, Asterope e Merope.
- Sette sono le mucche di Apollo, vacche mangiate dai compagni di Ulisse sull'isola del sole (Sicilia).
- I Sette contro Tebe, mito raccontato da Eschilo nella sua tragedia, di cui due di questi (Tideo e Anfiarao) sono i famosi "Bronzi di Riace".
- Il mitologico luogo d'origine degli Aztechi ed altri popoli limitrofi è Chicomoztoc, il cui significato è "luogo delle sette grotte".

### Alchimia
- Sette sono i metalli simbolici del percorso di trasmutazione alchemica: piombo, ferro, stagno, rame, mercurio, argento, oro.

### Arte e astrologia
- Sette sono le arti liberali: grammatica, retorica e dialettica (che costituivano il trivio) più aritmetica, geometria, astronomia e musica (quadrivio), associate da Dante ai sette pianeti dell'astrologia allora conosciuti, cioè rispettivamente Venere, Mercurio, Luna, Sole, Giove, Saturno, Marte.[4]

### Smorfia
- Nella smorfia il numero 7 è il vaso di creta.

### Giochi
- Sette sono i semi del gioco del Mah Jong: bambù, cerchi, caratteri, draghi, venti, fiori, stagioni.
- Nel gioco della scopa il sette con seme ori/denari è chiamato Settebello ed è l'unica carta a valere da sola un punto di mazzo. Inoltre contribuisce anche agli altri tre punti di mazzo (primiera, ori/denari, carte allungo).
- Sette e mezzo è un gioco di carte.
- 7 Wonders è un gioco di carte ispirato alle Sette meraviglie del mondo antico.
- Il comune dado da gioco ha le facce disposte in modo tale che la somma dei numeri delle facce opposte sia sempre 7 (Es. 1 opposto al 6, 4 opposto al 3, 5 opposto al 2).
- "BubuSETTEte!" è un tipico ritornello utilizzato per scherzare con i bimbi.

## Convenzioni
- Sette sono i principi della Croce Rossa Italiana: umanità, imparzialità, neutralità, indipendenza, volontarietà, unità, universalità.
- Ogni 7 anni si celebra l'anno sabbatico.
- Sette sono i pezzi che compongono il Tangram, antico rompicapo cinese.

### Calendario
- Sette sono i giorni della settimana.
- Sette sono i mesi di 31 giorni: gennaio, marzo, maggio, luglio, agosto, ottobre, dicembre.

### Linguaggio
- Sette sono i simboli usati per esprimere i numeri romani: I, V, X, L, C, D, M.
- Sette sono le vocali della lingua italiana (anche se, scrivendole, sembrano cinque, pronunziandole sono sette diversi suoni): "a", "è", "é", "i", "ò", "ó", "u".

#### Proverbi e modi di dire
- Sette sono le proverbiali vite di un gatto.
- "Sudare sette camicie" significa sottoporsi ad uno sforzo molto intenso.
- Sette sono gli anni di sfortuna quando si rompe uno specchio.
- Essere al settimo cielo.
- Fare il Giro delle Sette Chiese.
- Stare nel campo delle sette pertiche.

### Economia
- Sette sono le sette sorelle (compagnie petrolifere).
- Sette sono i tagli delle banconote Euro: 5, 10, 20, 50, 100, 200, 500.

### Informatica e statistica
- Sette sono i "magnifici sette" strumenti del Controllo Statistico di Processo:
  - Foglio di raccolta dati
  - Istogrammi
  - Diagramma causa effetto / a spina di pesce / di Ishikawa
  - Diagrammi di stratificazione / di concentrazione dei difetti
  - Diagrammi di Pareto / distribuzione ABC
  - Diagrammi di correlazione
  - Carte di controllo
- Sette sono i livelli del modello ISO/OSI
  - Fisico
  - Datalink
  - Rete
  - Trasporto
  - Sessione
  - Presentazione
  - Applicazione
- Sette sono i bit della specifica iniziale del sistema di codifica ASCII

### Sport
- Sette sono le prove dell'Eptathlon femminile: corsa sui 200 e 800 m piani e sui 100 m ostacoli, salto in alto, salto in lungo, getto del peso e tiro del giavellotto.
- Sette sono i ruoli della pallanuoto: portiere, centroboa, esterno destro, esterno sinistro, perno, difensore destro, difensore sinistro.
- Sette sono i colori delle cinture dell'arte marziale del karate: bianca, gialla, arancione, verde, blu, marrone e nera.
- Le seguenti squadre di pallacanestro della NBA hanno ritirato la maglia numero 7:
  - Cleveland Cavaliers, in omaggio a Bingo Smith
  - New Orleans Pelicans, in omaggio a Pete Maravich
  - Phoenix Suns, in omaggio a Kevin Johnson
  - Utah Jazz, in omaggio a Pete Maravich
- Sette sono le cime più alte di ogni continente del circuito alpinistico delle Seven Summits: Aconcagua (America del Sud), Monte McKinley (America del Nord), Monte Bianco o Elbrus (Europa), Everest (Asia), Kilimangiaro (Africa), Puncak Jaya o Monte Kosciuszko (Oceania), Massiccio Vinson (Antartide).
- Sette è il numero di giocatori di una squadra di pallamano.
- Il rugby a 7 è la variante del rugby che fa parte del programma dei Giochi olimpici a partire da Rio de Janeiro 2016.
- Nel rugby a 15 la maglia numero 7 è indossata dal Terza linea destro.
- Nella numerazione classica del calcio a 11, il sette è il numero di maglia dell'ala destra.
- L'angolino alto della porta da calcio è detto "sette".

## Letteratura
- Sette sono le protagoniste nel Decameron.
- Sette piani è il terzo racconto compreso nel libro I sette messaggeri di Dino Buzzati.
- Sette sono gli anni di studio "matto e disperatissimo" di Giacomo Leopardi.
- Sette sono i regni del romanzo del ciclo Cronache del ghiaccio e del fuoco.
- Sette sono i nani nella favola di Biancaneve:
  - in italiano si chiamano: Brontolo, Cucciolo, Dotto, Eolo, Gongolo, Mammolo, Pisolo.
  - in inglese si chiamano: Grumpy, Dopey, Doc, Sneezy, Happy, Bashful, Sleepy.
- Sette è un libro rosa scritto da Erica Spindler nella collana I nuovi bestsellers Special nella terza serie con il numero 57s nel 2005.
- Nella serie di Harry Potter di romanzi di J. K. Rowling, sette si dice che sia il numero magico più potente. Ci sono un certo numero di riferimenti a sette in Harry Potter: ci sono un totale di sette libri della serie, Ginny Weasley è il settimo figlio e unica figlia della famiglia Weasley, Harry Potter è nato nel mese di luglio, il settimo mese dell'anno, gli studenti maghi devono completare sette anni di scuola a Hogwarts, ci sono sette passaggi segreti che portano fuori di Hogwarts. Nel Quidditch ogni squadra è composta da sette giocatori. Il quarto capitolo del settimo libro è intitolato I Sette Potter. Lord Voldemort è riuscito a creare sette Horcrux.
- Sette anni nel Tibet è un libro autobiografico dell'alpinista austriaco Heinrich Harrer.
- Sette sono le sfere del drago nel manga Dragon Ball.
- Sette sono gli zaffiri di Odino nell'anime I Cavalieri dello zodiaco.
- Sette sono i cosiddetti Poeti delle Pleiadi:
  - Licofrone,
  - Filico di Corcira,
  - Omero di Bisanzio,
  - Sositeo,
  - Alessandro Etolo
  - Eantide
  - Sosifane

È però incerta l'inclusione degli ultimi due: Eufronio di Chersoneso ed Eantide oppure Sosifane e Dionisiade di Mallo.

## Cinema
In italiano viene comunemente soprannominata anche la "settima arte", secondo la definizione coniata dal critico Ricciotto Canudo nel 1921, quando pubblicò il manifesto "La nascita della settima arte".

### Titolo
- 7/8 - Sette ottavi, regia di Stefano Landini
- 7 chili in 7 giorni, regia di Luca Verdone
- 7 scialli di seta gialla, regia di Sergio Pastore
- Barbagialla, il terrore dei sette mari e mezzo, regia di Mel Damski
- Biancaneve e i sette ladri, regia di Giacomo Gentilomo
- Biancaneve e i sette nani (1937), regia di David Hand, Perce Pearce, William Cottrell, Larry Morey, Wilfred Jackson, Ben Sharpsteen (1º classico Disney)
- Biancaneve e i sette nani (1995), regia di Franco Lo Cascio
- Eravamo 7 sorelle, regia di Nunzio Malasomma
- Eravamo sette vedove, regia di Mario Mattoli
- I 7 minuti che contano, regia di Russ Meyer
- Il 7 e l'8, regia di Salvatore Ficarra, Valentino Picone, Giambattista Avellino
- Il diavolo a sette facce, regia di Osvaldo Civirani
- Il dominatore dei 7 mari, regia di Rudolph Maté, Primo Zeglio
- Il leone a sette teste, regia di Glauber Rocha
- Il ritorno dei magnifici sette, regia di Burt Kennedy
- Il settimo è quello giusto, regia di Harry Winer
- Il settimo figlio (1912), regia di Hal Reid
- Il settimo figlio (2014), regia di Sergej Vladimirovič Bodrov
- Il settimo papiro, regia di Kevin Connor
- Il settimo peccato, regia di Ronald Neame
- Il settimo sigillo, regia di Ingmar Bergman
- I magnifici 7 (2016), regia di Antoine Fuqua
- I magnifici sette (1960), regia di John Sturges
- I magnifici sette (1998-2000), regia di Gregg Champion, Christopher Cain, William Wages, Steve Beers
- I magnifici sette cavalcano ancora, regia di George McGowan
- I magnifici sette nello spazio, regia di Jimmy T. Murakami, Roger Corman (non accreditato)
- I sette assassini, regia di Budd Boetticher
- I sette dell'Orsa maggiore, regia di Duilio Coletti
- I sette fratelli Cervi, regia di Gianni Puccini
- I sette gladiatori, regia di Pedro Lazaga
- I sette ladri, regia di Henry Hathaway
- I sette magnifici gladiatori, regia di Bruno Mattei, Claudio Fragasso
- I sette peccati, regia di Ladislao Kish
- I sette peccati capitali (1919), regia di Edoardo Bencivenga, Gustavo Serena, Camillo De Riso, Alfredo De Antoni
- I sette peccati capitali (1952), regia di Eduardo De Filippo, Roberto Rossellini, Yves Allégret, Claude Autant-Lara, Jean Dréville, Georges Lacomb, Carlo Rim
- I sette peccati capitali (1962), regia di Philippe de Broca, Claude Chabrol, Jacques Demy, Eugène Ionesco, Sylvain Dhomme, Max Douy, Jean-Luc Godard, Edouard Molinaro, Roger Vadim
- I sette peccati di papà, regia di Jean Boyer
- I sette ribelli, regia di Charles Marquis Warren
- I sette samurai, regia di Akira Kurosawa
- I sette senza gloria, regia di André De Toth
- I terribili 7, regia di Raffaello Matarazzo
- La casa dei sette camini, regia di Joe May
- La casa dei sette falchi, regia di Richard Thorpe
- La dama rossa uccide sette volte, regia di Emilio P. Miraglia
- La leggenda dei 7 vampiri d'oro, regia di Roy Ward Baker, Chang Cheh
- La porta delle 7 stelle, regia di Pasquale Pozzessere
- La rivolta dei sette, regia di Alberto De Martino
- La settima profezia, regia di Carl Schultz
- L'assedio delle sette frecce, regia di John Sturges
- La taverna dei sette peccati, regia di Tay Garnett
- La tigre dei sette mari, regia di Luigi Capuano
- Le pistole dei magnifici sette, regia di Paul Wendkos
- Le sette folgori di Assur, regia di Silvio Amadio
- Le sette probabilità, regia di Buster Keaton
- Le sette sfide, regia di Primo Zeglio
- Le sette spade del vendicatore, regia di Riccardo Freda
- Le sette vipere (Il marito latino), regia di Renato Polselli
- Lo scrigno delle sette perle, regia di Clyde Geronimi, Wilfred Jackson, Hamilton Luske, Jack Kinney
- Sei giorni, sette notti, regia di Ivan Reitman
- Sette anime, regia di Gabriele Muccino
- Sette anni di felicità, regia di Ernst Marischka, Roberto Savarese
- Sette anni in Tibet, regia di Jean-Jacques Annaud
- Sette giorni all'altro mondo, regia di Mario Mattòli
- Sette giorni cento lire, regia di Nunzio Malasomma
- Sette note in nero, regia di Lucio Fulci
- Sette ore di guai, regia di Vittorio Metz, Marcello Marchesi
- Sette ore di violenza per una soluzione imprevista, regia di Michele Massimo Tarantini
- Sette orchidee macchiate di rosso, regia di Umberto Lenzi
- Sette spose per sette fratelli, regia di Stanley Donen
- Sette strade al tramonto, regia di Harry Keller
- Sette uomini d'oro, regia di Marco Vicario
- Sette uomini d'oro nello spazio, regia di Alfonso Brescia
- Sette volte donna regia di Vittorio De Sica
- Sette volte sette, regia di Michele Lupo
- Seven, regia di David Fincher
- Sherlock Holmes: soluzione settepercento, regia di Herbert Ross
- Sindbad contro i sette saraceni, regia di Emimmo Salvi
- Sinbad - La leggenda dei sette mari, regia di Patrick Gilmore, Tim Johnson
- Un milione di dollari per 7 assassini, regia di Umberto Lenzi
- Una settimana da Dio, regia di Tom Shadyac

## Musica

### Titolo
- 7, Catfish and the Bottlemen.
- 7, 53º Zecchino d'oro, cantata da Alice Bonfant, testo di Carmine Spera, musica di Carmine Spera e Lorenzo Natale.
- 7, dall'album Play di Moby
- Sette fili di canapa è il primo album di Mario Castelnuovo, pubblicato nel 1982
- Seventh Son of a Seventh Son, album dei Iron Maiden

### Teoria
- Sette sono le note musicali:
  - do (ut), re, mi, fa, sol, la, si.
  - Nella notazione in uso nei paesi di lingua inglese e tedesca sono C, D, E, F, G, A, B (H in Germania).
- Sette sono le chiavi musicali: violino, soprano, mezzosoprano, contralto, tenore, baritono e basso.
- Sette sono i tipi di sassofono: contrabbasso, basso, baritono, tenore, contralto, soprano e sopranino.

## Termini derivati
- Ebdomade
- Settimana
- Settetto
- Settimio
- Settembre
- Settenario
- Settecentesco
- Settecento
- Settanta